# 金钱政治
金钱政治是形容被金钱消极影响、操纵的政治，狭义上通常被用于特别指代政治献金无法被有效规范的民主国家或地区之政治问题。
政治献金是民主政治中比较常见的现象，其本意是向社会募集资金以支撑竞选等政治活动，有政治献金制度的民主国家或地区通过修订法律对政治献金进行了详尽的规范。然而由于复杂的现实情况和法律漏洞，掌握大量资金的个人或财团通过金钱消极影响和操纵政治，形成“财界-官僚-政界”三位一体体系，使得少数富人拥有了比绝大多数人更大的影响力，民主沦为有钱人的游戏，引发金钱政治问题。
金钱政治的概念与黑金政治、官商勾结、腐败、贿赂有重叠，但后三者指代范围不局限于有政治献金制度的国家或地区。

## 大韩民国
1. “成完钟名单”案件：2015年，韩国商人、政治家成完锺在首尔北汉山自缢身亡，警方在其裤兜中发现一份名单，上面写有韩国八位政要的名字及贿赂金额[9]。其中，第43任韩国总理李完九被指控非法接受商人成完锺提供的竞选资金，最后迫于压力提出辞职[10]。2016年1月，韩国法院裁定其于2013年收受3000万韩元的贿赂罪名成立[11]。

## 日本
1. 2014年，日本新任经济产业大臣宫泽洋一退回非法政治献金，该政治献金于2007-2008年收到，共计40万日元(3,700美元)，由一家主要被外资控股的企业捐献[12]。
2. 2015年，日本共同社曝光西川公也在担任农林水产大臣期间（2013年），精糖工业会等数家行业协会和企业曾向其政治资金团体提供政治献金。同年，精糖工业会得到农林水产省的13亿日元（约合1093万美元）政策补助金。西川公也随后递交辞呈，但不承认收受13亿日元[13][14]。
3. 2016年，日本杂志《周刊文春》揭发日本内阁经济财政、经济再生大臣甘利明从2013年开始陆续收受某建设公司共100万日元现金（约8500美元），且其秘书涉嫌收受该公司500万日元（约4.25万美元）。甘利明随后召开记者会承认事实并宣布辞职[15][16]。

## 印度尼西亚
1. 总统选举中的质疑：大印尼运动党党魁普拉博沃任命富豪企业家桑迪阿加乌诺为副手，被部分人士质疑其在进行赤裸裸的政治金钱交易[17]。

## 马来西亚
1. 1996年10月，在巫统大会上，时任首相马哈迪·莫哈末指出，他发现好些竞选高职的候选人“贿赂和送礼给党代表们”以换取选票。马哈迪痛斥“金钱政治”，激动得热泪盈眶，并促请党代表“别让贿赂摧毁马来种族、宗教和国家”[18]。
2. 2003年3月2日，马华公会总会长林良实警告，虽然马华党内金钱政治泛滥情况并不严重，不过，党员还是应该及早警惕，避免金钱腐化政党运作。此前马华总秘书陈祖排在一次致词时透露，马华党内出现各种消费浮夸的活动，让人担心是否涉及金钱政治，并建议党中央正视这个问题，杜绝金钱政治[19]。
3. 2018年巫统主席阿末扎希被指在巫统改选期间向沙巴州党员买票以赢得党主席职，涉及款额达15万令吉。反贪会已根据2009年反贪会法令第十七条开始调查[20]。

## 哥伦比亚
1. 哥伦比亚前总统胡安·曼努埃尔·桑托斯于2019年承认在竞选总统期间接受非法政治献金。早前，哥伦比亚国家选举委员会（CNE）宣布其涉嫌违规接受巴西建筑商奥德布雷希特公司的非法政治献金，数额高达百万美元[21][22]。

## 德国
1. 德国联邦议院于2019年发表声明，将对德国另类选择党处以40.29万欧元罚款，以此惩戒其在州议会选举中非法收取国外政治献金的行为[23]。党主席约尔格·莫伊滕和选择党议员吉多·赖尔分别在2016年巴登-符腾堡州选举和2017年北莱茵-威斯特法伦州选举中非法接受来自一家瑞士广告公司的政治献金。
2. 1999年，德裔加拿大军火商卡尔海因茨·施赖伯涉嫌在1991年向当时由德国前总理科尔领导的基民盟财长瓦尔特·赖斯勒·基普行贿，随后在加拿大被捕[24]。德国前总理赫尔穆特•科尔因该政治献金丑闻，于2000年被迫辞去德国基督教民主联盟主席职务，为其光辉政绩蒙上阴影[25]。

## 香港
2011年，香港文汇报刊发评论文章，称壹傳媒主席黎智英在过去7年间向反对派政党和政要提供总额约6,000万港元的政治献金，涉嫌充当反对派的大金主，操纵反对派政党和政客。有港人因不满黎智英的举措而举行示威和向税务局举报，并质疑黎智英如何在壹传媒发布盈警的情况下持续为反对派政党提供大量资金。

## 中华民国
1. 朱立伦收受政治献金争议：頂新三重新燕案土地變更事件。
2. 民进党陈水扁龙潭购地案。
3. 国民党政要顶新献金案。
4. 民进党官商勾结争议：高雄捷運泰勞抗暴事件。

## 美国
1. 安然丑闻案牵扯出布什政府政治献金丑闻。安然曾为布什提供55万美元的政治献金。加利弗尼亚州民主党众议员、众议院政府改革委员会资深成员亨利·韦克斯曼在其发表的一份报告终指出，安然提倡或受益于美国政府能源计划中至少17项政策[30][31]。
2. 2018年6月，加州大学伯克利分校公共政策学教授杰克·格拉泽怀疑，美国全国步枪协会政治献金是美国控枪的最大障碍，使得国会共和党人在控枪问题上不愿与协会相冲突[32]。
3. 2021年3月22日，自由之家发布特别报告指出，美国民主当务之急的三大问题：有色人种遭遇的不平等对待；金钱在政治中的不当影响；党派对立和极端主义。这是自由之家过去15年来首次发布针对美国民主缺陷的报告。报告指出，美国的民主制度无法解决社会最紧迫问题，没有雄厚财力或精英联系的人缺乏接近民选代表的渠道；金钱在政治和政策制定中越来越大的影响力，导致美国公众对政府缺乏信任；2010年美国最高法院的裁决取消了对竞选支出的主要限制，之后金钱影响力日益增大成为跨党派问题；培育和争夺捐赠支持者的需要，迫使民选官员进入永久性竞选模式[33]。

## 加拿大
1. 2007年12月13日，加拿大前总理马丁·布赖恩·马尔罗尼承认曾于1994年从军火商人施赖伯手里接受22.5万加元现金。他强调，这笔钱款是施赖伯请他为德国一家军工企业生产的轻型装甲车做销售游说的酬劳，不是施赖伯所说的帮助这家企业在加拿大设立分厂而得的回扣[34]。

## 非民主国家的金钱政治
由于金钱政治概念对象的狭窄性，常将非民主国家的金钱政治归到官商勾结、腐败、贿赂等概念上。需要注意的是，非民主国家总体的清廉指数比民主国家低，因而广义上的金钱政治在非民主国家更容易造成巨大影响。
- 中华人民共和国腐败案件列表，中共十八大以来的反腐败工作
- 沙特阿拉伯腐败案件，2017年沙特阿拉伯反腐
- 朝鲜民主主义人民共和国腐败案件[35]